# Штаваљ
Штаваљ је насеље у Србији у општини Сјеница у Златиборском округу. Према попису из 2022. било је 197 становника (према попису из 1991. био је 351 становник).
Овде се налазе Црква Вазнесења Христовог у Штављу и ОШ „Бранко Радичевић” Штаваљ.

## Историја
Ту је 1893. године завршена српска православна црква, али је остала више године неосвећена. Узрок томе био је неред услед лошег руковођења у парохији. Архимандрит Дионизије је путовао 1896. године по епархији и свуда заводио ред, формирајући црквене општине. Постављен је одбор од осам најугледних мештана и над њима као председник парох, поп Максим Балшић.

## Демографија
У насељу Штаваљ живи 251 пунолетни становник, а просечна старост становништва износи 42,7 година (40,7 код мушкараца и 44,8 код жена). У насељу има 108 домаћинстава, а просечан број чланова по домаћинству је 2,89.
Ово насеље је у потпуности насељено Србима (према попису из 2002. године), а у последња три пописа, примећен је пад у броју становника.
|  |

| Демографија | Демографија | Демографија |
| Година      | Становника  | Становника  |
| ----------- | ----------- | ----------- |
| 1948.       | 830         |             |
| 1953.       | 911         |             |
| 1961.       | 844         |             |
| 1971.       | 574         |             |
| 1981.       | 455         |             |
| 1991.       | 351         | 350         |
| 2002.       | 312         | 312         |

| Етнички састав према попису из 2002.‍ | Етнички састав према попису из 2002.‍ | Етнички састав према попису из 2002.‍ | Етнички састав према попису из 2002.‍ | Етнички састав према попису из 2002.‍ |
| ------------------------------------ | ------------------------------------ | ------------------------------------ | ------------------------------------ | ------------------------------------ |
|                                      |                                      |                                      |                                      |                                      |
| Срби                                 | Срби                                 |                                      | 312                                  | 100,0%                               |
| непознато                            | непознато                            |                                      | 0                                    | 0,0%                                 |

| Година пописа     | 1948. | 1953. | 1961. | 1971. | 1981. | 1991. | 2002. |
| ----------------- | ----- | ----- | ----- | ----- | ----- | ----- | ----- |
| Број домаћинстава | 118   | 140   | 147   | 131   | 112   | 96    | 108   |

| Број чланова      | 1  | 2  | 3  | 4  | 5  | 6 | 7 | 8 | 9 | 10 и више | Просек |
| ----------------- | -- | -- | -- | -- | -- | - | - | - | - | --------- | ------ |
| Број домаћинстава | 19 | 37 | 18 | 13 | 14 | 6 | 1 | 0 | 0 | 0         | 2,89   |

| Пол    | Укупно | Неожењен/Неудата | Ожењен/Удата | Удовац/Удовица | Разведен/Разведена | Непознато |
| ------ | ------ | ---------------- | ------------ | -------------- | ------------------ | --------- |
| Мушки  | 137    | 49               | 81           | 6              | 0                  | 1         |
| Женски | 126    | 22               | 79           | 25             | 0                  | 0         |
| УКУПНО | 263    | 71               | 160          | 31             | 0                  | 1         |

| Пол    | Укупно                    | Пољопривреда, лов и шумарство | Рибарство                            | Вађење руде и камена | Прерађивачка индустрија       |
| ------ | ------------------------- | ----------------------------- | ------------------------------------ | -------------------- | ----------------------------- |
| Мушки  | 63                        | 18                            | 0                                    | 24                   | 4                             |
| Женски | 33                        | 21                            | 0                                    | 5                    | 3                             |
| УКУПНО | 96                        | 39                            | 0                                    | 29                   | 7                             |
| Пол    | Производња и снабдевање   | Грађевинарство                | Трговина                             | Хотели и ресторани   | Саобраћај, складиштење и везе |
| Мушки  | 1                         | 0                             | 1                                    | 1                    | 3                             |
| Женски | 0                         | 0                             | 0                                    | 0                    | 2                             |
| УКУПНО | 1                         | 0                             | 1                                    | 1                    | 5                             |
| Пол    | Финансијско посредовање   | Некретнине                    | Државна управа и одбрана             | Образовање           | Здравствени и социјални рад   |
| Мушки  | 0                         | 0                             | 5                                    | 2                    | 0                             |
| Женски | 0                         | 0                             | 1                                    | 0                    | 0                             |
| УКУПНО | 0                         | 0                             | 6                                    | 2                    | 0                             |
| Пол    | Остале услужне активности | Приватна домаћинства          | Екстериторијалне организације и тела | Непознато            | Непознато                     |
| Мушки  | 0                         | 0                             | 0                                    | 4                    | 4                             |
| Женски | 0                         | 0                             | 0                                    | 1                    | 1                             |
| УКУПНО | 0                         | 0                             | 0                                    | 5                    | 5                             |